# Kyarkoppa, Dharwad
Kyarkoppa là một làng thuộc tehsil Dharwad, huyện Dharwad, bang Karnataka, Ấn Độ.